# Cerchejeni
Cerchejeni – wieś w Rumunii, w okręgu Botoszany, w gminie Blândești. W 2011 roku liczyła 787 mieszkańców.